# Gaston Ier de Béarn
Gaston Ier († 984) fut un vicomte de Béarn et d'Oloron de 940 à 984, fils de Centulle II, vicomte de Béarn.

## Biographie
Il est cité par un acte de donation en faveur de l'abbaye de Saint-Vincent-de-Lucq que fit son père et qui concernait une villa à Bordeaux. Il fit lui-même une donation en faveur de la même abbaye d'une autre villa, pendant que  Guillaume Sanche était comte de Gascogne (961-996).
D'une épouse inconnue, il laisse :
- Centulle III († 1004), vicomte de Béarn.